# Abdellah Chebira
Abdellah Chebira (Blida, 12 juli 1986) is een Algerijns voetballer die momenteel uitkomt voor het Algerijnse USM Annaba.
Chebira maakte vroeger deel uit van het nationale beloftenteam.

## Clubs
- 2006-2011 :  : USM Blida
- 2011-... :   : USM Annaba